# Danh sách tiểu hành tinh: 3501–3600
| Tên                | Tên đầu tiên | Ngày phát hiện       | Nơi phát hiện            | Người phát hiện                                        |
| ------------------ | ------------ | -------------------- | ------------------------ | ------------------------------------------------------ |
| 3501 Olegiya       | 1971 QU      | 18 tháng 8 năm 1971  | Nauchnij                 | T. M. Smirnova                                         |
| 3502 Huangpu       | 1964 TR1     | 9 tháng 10 năm 1964  | Nanking                  | Purple Mountain Observatory                            |
| 3503 Brandt        | 1981 EF17    | 1 tháng 3 năm 1981   | Siding Spring            | S. J. Bus                                              |
| 3504 Kholshevnikov | 1981 RV3     | 3 tháng 9 năm 1981   | Nauchnij                 | N. S. Chernykh                                         |
| 3505 Byrd          | 1983 AM      | 9 tháng 1 năm 1983   | Anderson Mesa            | B. A. Skiff                                            |
| 3506 French        | 1984 CO1     | 6 tháng 2 năm 1984   | Anderson Mesa            | E. Bowell                                              |
| 3507 Vilas         | 1982 UX      | 21 tháng 10 năm 1982 | Anderson Mesa            | E. Bowell                                              |
| 3508 Pasternak     | 1980 DO5     | 21 tháng 2 năm 1980  | Nauchnij                 | L. G. Karachkina                                       |
| 3509 Sanshui       | 1978 UH2     | 28 tháng 10 năm 1978 | Nanking                  | Purple Mountain Observatory                            |
| 3510 Veeder        | 1982 TP      | 13 tháng 10 năm 1982 | Anderson Mesa            | E. Bowell                                              |
| 3511 Tsvetaeva     | 1982 TC2     | 14 tháng 10 năm 1982 | Nauchnij                 | L. V. Zhuravleva, L. G. Karachkina                     |
| 3512 Eriepa        | 1984 AC1     | 8 tháng 1 năm 1984   | Anderson Mesa            | J. Wagner                                              |
| 3513 Quqinyue      | 1965 UZ      | 16 tháng 10 năm 1965 | Nanking                  | Purple Mountain Observatory                            |
| 3514 Hooke         | 1971 UJ      | 16 tháng 10 năm 1971 | Hamburg-Bergedorf        | L. Kohoutek                                            |
| 3515 Jindra        | 1982 UH2     | 16 tháng 10 năm 1982 | Kleť                     | Z. Vávrová                                             |
| 3516 Rusheva       | 1982 UH7     | 21 tháng 10 năm 1982 | Nauchnij                 | L. G. Karachkina                                       |
| 3517 Tatianicheva  | 1976 SE1     | 24 tháng 9 năm 1976  | Nauchnij                 | N. S. Chernykh                                         |
| 3518 Florena       | 1977 QC4     | 18 tháng 8 năm 1977  | Nauchnij                 | N. S. Chernykh                                         |
| 3519 Ambiorix      | 1984 DO      | 23 tháng 2 năm 1984  | La Silla                 | H. Debehogne                                           |
| 3520 Klopsteg      | 1952 SG      | 16 tháng 9 năm 1952  | Brooklyn                 | Đại học Indiana                                        |
| 3521 Comrie        | 1982 MH      | 26 tháng 6 năm 1982  | Lake Tekapo              | A. C. Gilmore, P. M. Kilmartin                         |
| 3522 Becker        | 1941 SW      | 21 tháng 9 năm 1941  | Turku                    | Y. Väisälä                                             |
| 3523 Arina         | 1975 TV2     | 3 tháng 10 năm 1975  | Nauchnij                 | L. I. Chernykh                                         |
| 3524 Schulz        | 1981 EE27    | 2 tháng 3 năm 1981   | Siding Spring            | S. J. Bus                                              |
| 3525 Paul          | 1983 CX2     | 15 tháng 2 năm 1983  | Anderson Mesa            | N. G. Thomas                                           |
| 3526 Jeffbell      | 1984 CN      | 5 tháng 2 năm 1984   | Anderson Mesa            | E. Bowell                                              |
| 3527 McCord        | 1985 GE1     | 15 tháng 4 năm 1985  | Anderson Mesa            | E. Bowell                                              |
| 3528 Counselman    | 1981 EW3     | 2 tháng 3 năm 1981   | Siding Spring            | S. J. Bus                                              |
| 3529 Dowling       | 1981 EQ19    | 2 tháng 3 năm 1981   | Siding Spring            | S. J. Bus                                              |
| 3530 Hammel        | 1981 EC20    | 2 tháng 3 năm 1981   | Siding Spring            | S. J. Bus                                              |
| 3531 Cruikshank    | 1981 FB      | 30 tháng 3 năm 1981  | Anderson Mesa            | E. Bowell                                              |
| 3532 Tracie        | 1983 AS2     | 10 tháng 1 năm 1983  | Palomar                  | K. E. Herkenhoff, G. W. Ojakangas                      |
| 3533 Toyota        | 1986 UE      | 30 tháng 10 năm 1986 | Toyota                   | K. Suzuki, T. Urata                                    |
| 3534 Sax           | 1936 XA      | 15 tháng 12 năm 1936 | Uccle                    | E. Delporte                                            |
| 3535 Ditte         | 1979 SN11    | 24 tháng 9 năm 1979  | Nauchnij                 | N. S. Chernykh                                         |
| 3536 Schleicher    | 1981 EV20    | 2 tháng 3 năm 1981   | Siding Spring            | S. J. Bus                                              |
| 3537 Jürgen        | 1982 VT      | 15 tháng 11 năm 1982 | Anderson Mesa            | E. Bowell                                              |
| 3538 Nelsonia      | 6548 P-L     | 24 tháng 9 năm 1960  | Palomar                  | C. J. van Houten, I. van Houten-Groeneveld, T. Gehrels |
| 3539 Weimar        | 1967 GF1     | 11 tháng 4 năm 1967  | Tautenburg Observatory   | F. Börngen                                             |
| 3540 Protesilaos   | 1973 UF5     | 27 tháng 10 năm 1973 | Tautenburg Observatory   | F. Börngen                                             |
| 3541 Graham        | 1984 ML      | 18 tháng 6 năm 1984  | Bickley                  | Perth Observatory                                      |
| 3542 Tanjiazhen    | 1964 TN2     | 9 tháng 10 năm 1964  | Nanking                  | Purple Mountain Observatory                            |
| 3543 Ningbo        | 1964 VA3     | 11 tháng 11 năm 1964 | Nanking                  | Purple Mountain Observatory                            |
| 3544 Borodino      | 1977 RD4     | 7 tháng 9 năm 1977   | Nauchnij                 | N. S. Chernykh                                         |
| 3545 Gaffey        | 1981 WK2     | 20 tháng 11 năm 1981 | Anderson Mesa            | E. Bowell                                              |
| 3546 Atanasoff     | 1983 SC      | 28 tháng 9 năm 1983  | Smolyan                  | Bulgarian National Observatory                         |
| 3547 Serov         | 1978 TM6     | 2 tháng 10 năm 1978  | Nauchnij                 | L. V. Zhuravleva                                       |
| 3548 Eurybates     | 1973 SO      | 19 tháng 9 năm 1973  | Palomar                  | C. J. van Houten, I. van Houten-Groeneveld, T. Gehrels |
| 3549 Hapke         | 1981 YH      | 30 tháng 12 năm 1981 | Anderson Mesa            | E. Bowell                                              |
| 3550 Link          | 1981 YS      | 20 tháng 12 năm 1981 | Kleť                     | A. Mrkos                                               |
| 3551 Verenia       | 1983 RD      | 12 tháng 9 năm 1983  | Palomar                  | R. S. Dunbar                                           |
| 3552 Don Quixote   | 1983 SA      | 16 tháng 9 năm 1983  | Đài thiên văn Zimmerwald | P. Wild                                                |
| 3553 Mera          | 1985 JA      | 14 tháng 5 năm 1985  | Palomar                  | C. S. Shoemaker                                        |
| 3554 Amun          | 1986 EB      | 4 tháng 3 năm 1986   | Palomar                  | C. S. Shoemaker, E. M. Shoemaker                       |
| 3555 Miyasaka      | 1931 TC1     | 6 tháng 10 năm 1931  | Heidelberg               | K. Reinmuth                                            |
| 3556 Lixiaohua     | 1964 UO      | 30 tháng 10 năm 1964 | Nanking                  | Purple Mountain Observatory                            |
| 3557 Sokolsky      | 1977 QE1     | 19 tháng 8 năm 1977  | Nauchnij                 | N. S. Chernykh                                         |
| 3558 Shishkin      | 1978 SQ2     | 16 tháng 9 năm 1978  | Nauchnij                 | L. V. Zhuravleva                                       |
| 3559 Violaumayer   | 1980 PH      | 8 tháng 8 năm 1980   | Anderson Mesa            | E. Bowell                                              |
| 3560 Chenqian      | 1980 RZ2     | 3 tháng 9 năm 1980   | Nanking                  | Purple Mountain Observatory                            |
| 3561 Devine        | 1983 HO      | 18 tháng 4 năm 1983  | Anderson Mesa            | N. G. Thomas                                           |
| 3562 Ignatius      | 1984 AZ      | 8 tháng 1 năm 1984   | Anderson Mesa            | J. Wagner                                              |
| 3563 Canterbury    | 1985 FE      | 23 tháng 3 năm 1985  | Lake Tekapo              | A. C. Gilmore, P. M. Kilmartin                         |
| 3564 Talthybius    | 1985 TC1     | 15 tháng 10 năm 1985 | Anderson Mesa            | E. Bowell                                              |
| 3565 Ojima         | 1986 YD      | 22 tháng 12 năm 1986 | Ojima                    | T. Niijima, T. Urata                                   |
| 3566 Levitan       | 1979 YA9     | 24 tháng 12 năm 1979 | Nauchnij                 | L. V. Zhuravleva                                       |
| 3567 Alvema        | 1930 VD      | 15 tháng 11 năm 1930 | Uccle                    | E. Delporte                                            |
| 3568 ASCII         | 1936 UB      | 17 tháng 10 năm 1936 | Nice                     | M. Laugier                                             |
| 3569 Kumon         | 1938 DN1     | 20 tháng 2 năm 1938  | Heidelberg               | K. Reinmuth                                            |
| 3570 Wuyeesun      | 1979 XO      | 14 tháng 12 năm 1979 | Nanking                  | Purple Mountain Observatory                            |
| 3571 Milanštefánik | 1982 EJ      | 15 tháng 3 năm 1982  | Kleť                     | A. Mrkos                                               |
| 3572 Leogoldberg   | 1954 UJ2     | 28 tháng 10 năm 1954 | Brooklyn                 | Đại học Indiana                                        |
| 3573 Holmberg      | 1982 QO1     | 16 tháng 8 năm 1982  | La Silla                 | C.-I. Lagerkvist                                       |
| 3574 Rudaux        | 1982 TQ      | 13 tháng 10 năm 1982 | Anderson Mesa            | E. Bowell                                              |
| 3575 Anyuta        | 1984 DU2     | 26 tháng 2 năm 1984  | Nauchnij                 | N. S. Chernykh                                         |
| 3576 Galina        | 1984 DB3     | 26 tháng 2 năm 1984  | Nauchnij                 | N. S. Chernykh                                         |
| 3577 Putilin       | 1969 TK      | 7 tháng 10 năm 1969  | Nauchnij                 | L. I. Chernykh                                         |
| 3578 Carestia      | 1977 CC      | 11 tháng 2 năm 1977  | El Leoncito              | Felix Aguilar Observatory                              |
| 3579 Rockholt      | 1977 YA      | 18 tháng 12 năm 1977 | Piszkéstető              | M. Lovas                                               |
| 3580 Avery         | 1983 CS2     | 15 tháng 2 năm 1983  | Anderson Mesa            | N. G. Thomas                                           |
| 3581 Alvarez       | 1985 HC      | 23 tháng 4 năm 1985  | Palomar                  | C. S. Shoemaker                                        |
| 3582 Cyrano        | 1986 TT5     | 2 tháng 10 năm 1986  | Đài thiên văn Zimmerwald | P. Wild                                                |
| 3583 Burdett       | 1929 TQ      | 5 tháng 10 năm 1929  | Flagstaff                | C. W. Tombaugh                                         |
| 3584 Aisha         | 1981 TW      | 5 tháng 10 năm 1981  | Anderson Mesa            | N. G. Thomas                                           |
| 3585 Goshirakawa   | 1987 BE      | 28 tháng 1 năm 1987  | Ojima                    | T. Niijima, T. Urata                                   |
| 3586 Vasnetsov     | 1978 SW6     | 16 tháng 9 năm 1978  | Nauchnij                 | L. V. Zhuravleva                                       |
| 3587 Descartes     | 1981 RK5     | 8 tháng 9 năm 1981   | Nauchnij                 | L. V. Zhuravleva                                       |
| 3588 Kirik         | 1981 TH4     | 8 tháng 10 năm 1981  | Nauchnij                 | L. I. Chernykh                                         |
| 3589 Loyola        | 1984 AB1     | 8 tháng 1 năm 1984   | Anderson Mesa            | J. Wagner                                              |
| 3590 Holst         | 1984 CQ      | 5 tháng 2 năm 1984   | Anderson Mesa            | E. Bowell                                              |
| 3591 Vladimirskij  | 1978 QJ2     | 31 tháng 8 năm 1978  | Nauchnij                 | N. S. Chernykh                                         |
| 3592 Nedbal        | 1980 CT      | 15 tháng 2 năm 1980  | Kleť                     | Z. Vávrová                                             |
| 3593 Osip          | 1981 EB20    | 2 tháng 3 năm 1981   | Siding Spring            | S. J. Bus                                              |
| 3594 Scotti        | 1983 CN      | 11 tháng 2 năm 1983  | Anderson Mesa            | E. Bowell                                              |
| 3595 Gallagher     | 1985 TF1     | 15 tháng 10 năm 1985 | Anderson Mesa            | E. Bowell                                              |
| 3596 Meriones      | 1985 VO      | 14 tháng 11 năm 1985 | Đài thiên văn Brorfelde  | P. Jensen, K. Augustesen                               |
| 3597 Kakkuri       | 1941 UL      | 15 tháng 10 năm 1941 | Turku                    | L. Oterma                                              |
| 3598 Saucier       | 1977 KK1     | 18 tháng 5 năm 1977  | Palomar                  | E. H. Bus                                              |
| 3599 Basov         | 1978 PB3     | 8 tháng 8 năm 1978   | Nauchnij                 | N. S. Chernykh                                         |
| 3600 Archimedes    | 1978 SL7     | 16 tháng 9 năm 1978  | Nauchnij                 | L. V. Zhuravleva                                       |